# 福島県道383号熱塩加納山都西会津線
福島県道383号熱塩加納山都西会津線（ふくしまけんどう383ごう あつしおかのうやまとにしあいづせん）は、福島県喜多方市から耶麻郡西会津町に至る一般県道である。

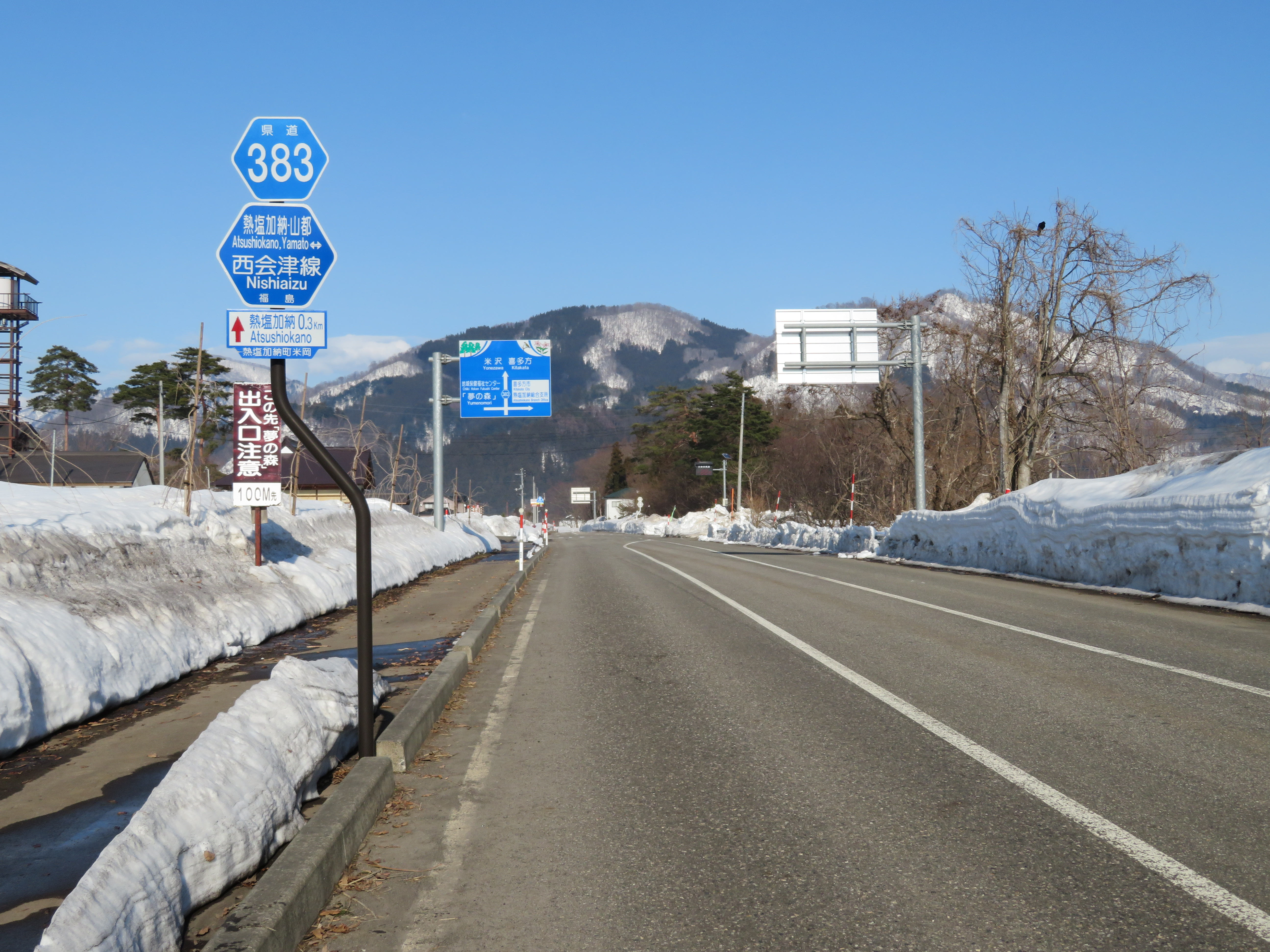
喜多方市熱塩加納町米岡付近

ほぼ全線が山道であり、峠は道幅の狭い未舗装区間である。飯豊山登山をするために通行する人も多い。

## 概要

### 路線データ
- 起点：福島県喜多方市熱塩加納町相田字中道東乙
- 終点：福島県耶麻郡西会津町
- 総延長：43.040km[1]
  - 　実延長：42.343km
- 路線認定年月日：1992年7月7日[2]

### 重用区間
- 福島県道335号大平喜多方線（喜多方市熱塩加納町米岡字町尻丙～喜多方市熱塩加納町米岡字田中丁）

### 道路施設

#### 橋梁
滝ノ前橋
- 全長：20.7m
- 幅員：5.5(7.0)m
- 形式：鋼単純H桁橋
- 竣工：2004年度

喜多方市山都町朝倉に位置し、一級水系阿賀野川水系一ノ戸川支流の五枚沢川を渡る。フクジュソウの群生地として知られる沼ノ平地区へのルートにあたり、大型観光バスの交通が多いにもかかわらず25トン荷重非対応であったことから架け替えが行われた。総工費は6400万円。
新高野原橋
- 全長：56.2m
  - 主径間：27.6m
- 幅員：6.0（11.0）m
- 形式：2径間鋼連続鈑桁橋
- 竣工：1997年度

喜多方市山都町一ノ木字高野原から字高呉に跨り、一級水系阿賀野川水系一ノ戸川を渡る。ふるさとづくり道路整備工事により架橋された。メンテナンス性向上のため耐候性鋼材が用いられている。総工費は1億8500万円。
出合橋
- 全長：25.0m
- 幅員：4.0m
- 竣工：1956年[5]

喜多方市山都町一ノ木にて一級水系阿賀野川水系一ノ戸川を渡る。
桂橋
- 全長：23.0m
- 幅員：6.3m
- 竣工：1966年[5]

西会津町奥川大字飯根字桂橋にて一級水系阿賀野川水系奥川を渡る。
牧本橋
西会津町奥川大字飯根字牧元から字上ノ平に至り、一級水系阿賀野川水系奥川を渡る。
上極入橋
- 全長：30.8m
- 幅員：4.5m
- 竣工：1966年[5]

西会津町奥川大字飯根字上ノ平から字田尻に至り、一級水系阿賀野川水系奥川を渡る。
下極入橋
- 全長：29.3m
- 幅員：4.0m
- 竣工：1969年[5]

西会津町奥川大字飯根字中村から字向林に至り、一級水系阿賀野川水系奥川を渡る。
古屋所橋
西会津町奥川大字飯沢字古屋所から字馬場野に至り、一級水系阿賀野川水系奥川を渡る。

#### 洞門
飯根スノーシェッド（西会津町）
- 全長：112.0m
- 幅員：10.0m
- 竣工：1989年[6]

## 地理

### 通過する自治体
- 福島県
  - 喜多方市 - 耶麻郡西会津町

### 交差する道路
喜多方市
- 福島県道333号日中喜多方線（熱塩加納町相田字中道東乙 起点）
- 国道121号大峠道路（熱塩加納町米岡字下平乙）
- 福島県道335号大平喜多方線 喜多方市街地方面（熱塩加納町米岡字町尻丙）
- 福島県道335号大平喜多方線 大平方面（熱塩加納町米岡字田中丁）
- 福島県道385号一ノ木藤沢線（山都町一ノ木字本村乙）

耶麻郡西会津町
- 国道459号（奥川大字飯里字反田 終点）

### 峠
- 慶徳峠
- 新稲荷峠

## 沿線
- 一ノ戸川
- 奥川